# Prodajus ostendensis
Prodajus ostendensis là một loài chân đều trong họ Dajidae. Loài này được Gilson miêu tả khoa học năm 1909.